# Pete La Roca
Pete La Roca (født Peter Sims 7. april 1938 i New York, USA - 19. november 2012) var en amerikansk jazztrommeslager. 
La Roca kom frem på jazz scenen i USA i Begyndelsen af 60 ´erne. Han spillede bl.a. I pianisten Steve Kuhn´s trio, og indspillede pladen Basra i 1964 i eget navn, med bl.a. Joe Henderson på saxofon. 
Spillede med op gennem 60 ´erne med Art Farmer, John Coltrane, Sonny Rollins, Jackie Mclean, Slide Hampton, Charles Lloyd, Chick Corea og Paul Bley.
I 1968 droppede han ud af musikbrancen, og blev advokat. han vendte tilbage i 1979, og har kun indspillet pladen SwingTime I sit eget navn Siden.

## Diskografi
- Basra
- Turkish Women at the Bath
- Swingtime

## Eksterne links og kilder
- Pete La Roca på drummmerworld.com
- Necrolog